# 吉韦雷语
吉韦雷语（Jíwere ich'é）又称基韦雷语（Chiwere）是吉韦雷族本部、密苏里部及爱荷华部的共同母语。该语言是正在复育中的休眠语言，最后两位以吉韦雷语为母语的老人去世于1996年，但在2006年尚有四位流利的操语者。吉韦雷语是苏族语系西部主支最东端的语言之一。

## 名称
除爱荷华部称该语言为“Báxoje ich'é”（b̥aꜜxodʒɛ itʃʼeꜜ）外，本部和密苏里部均称“Jíwere ich'é”（d̥ʒiꜜweɾɛ itʃʼeꜜ）。如同大量美洲的典型语言音系，吉韦雷语区分送气挤喉但不分清浊（如同汉语普通话的“的”字，不送气的塞音可在语流中浊化但无音位价值），不分语言学家使用拼写“Chiwere”（基韦雷）来强调不送气音位J在词首是未被浊化的清音（如同汉语威妥玛拼音的拼写方法），但这个ch不应读作英语中的送气ch（[tʃʰ]），而应读作汉语中“章”字的生母。

## 特点
吉韦雷语是黏着语，拥有大量语法词缀。
在吉韦雷语中，称草甸型（而非草原型）的广袤草地平原为“阿坝笄”（abrahge~abrasge~abrathge），称明目张胆地骗人为“在阿坝笄上骗人”（abrahge yą 阿坝笄央）。